# Eshtaol
Esjtaol (Hebrew: אשתאול) er en Moshav (en slags kollektiv / kibbutz) i det centrale Israel. Beliggende nord for Beit Shemesh, og hørende ind under Mateh Yehuda Regionale Råd. I 2006 havde Esjtaol en befolkning på 876. 

## Historie
Esjtaol lå i området somvar tildelt Dans stamme. Ifølge Bibelen, begyndte Samson at profetere "mellem Zora og Esjtaol". Efter hans død i Gaza, blev Samsons krop bragt tilbage til begravelse i sin fars grav mellem Eshtaol og Zora. Fem spejdere fra Esjtaol og Zora blev sendt ud for at finde et stykke land egnet til Dans stamme.
Det moderne Esjtaol blev grundlagt på jorden fra to affolkede palæstinensisk-arabiske landsbyer, Ishwa og Islin efter den arabisk-israelske krig i 1948. Det var en del af en plan om at etablere bosættelser i Jerusalem-korridoren med henblik på at skabe en sammenhængende blok mellem kystsletten og Jerusalem. De første beboere var jødiske immigranter fra Yemen, der bosatte sig i december 1949. De arbejdede med landvinding og skovbrug. Den Jødiske Nationale Fond (JNF) etablerede et 45-dunam (knap 45000 m3) gartneri i Esjtaol for at levere små træer til JNF skove. Senere udvidede Moshav med fjerkræavl og anden landbrugsvirksomheder. I slutningen af 1990'erne optog Moshav 100 nye familier.